# Kravtsovita
La kravtsovita és un mineral de la classe dels sulfurs. Rep el nom en honor de V.F. Kravtsov, un dels descobridors dels dipòsits de Talnakh i Oktyabrsk al districte de Norilsk, Rússia.

## Característiques
La kravtsovita és un sulfur de fórmula química PdAg₂S. Va ser aprovada com a espècie vàlida per l'Associació Mineralògica Internacional l'any 2016, sent publicada per primera vegada el 2017. Cristal·litza en el sistema ortoròmbic.
L'exemplar que va servir per a determinar l'espècie, el que es coneix com a material tipus, es troba conservat a les col·leccions del Museu d'Història Natural de Londres (Anglaterra), amb el número de registre: bm 2016,150.

## Formació i jaciments
Va ser descoberta a la mina Komsomol'skii, dins el dipòsit de coure i níquel de Talnakh, a Norilsk (Krai de Krasnoiarsk, Rússia). També ha estat descrita al dipòsit de Marathon, al complex Coldwell, dins el districte Canadà de Thunder Bay (Ontario). Aquests dos indrets són els únics de tot el planeta on ha estat descrita aquesta espècie mineral.